# Magdalena Álvarez
Magdalena Álvarez Arza, née le 15 février 1952 à San Fernando, dans la province de Cadix, est une femme politique espagnole, membre du Parti socialiste ouvrier espagnol (PSOE). 
Elle est vice-présidente de la Banque européenne d'investissement (BEI) entre 2010 et 2014, après avoir été ministre de l'Équipement entre 2004 et 2009, puis députée européenne.

## Biographie

### Formation et début de carrière
En 1975, elle obtient une licence de sciences économiques et commerciales à l'université Complutense de Madrid, devenant deux ans plus tard professeur au sein de l'université nationale d'enseignement à distance (UNED). Elle passe avec succès les concours du corps des inspecteurs des finances de l'État en 1979, puis elle est recrutée, en 1981, comme professeur à l'université de Malaga.
Elle y obtient un doctorat de sciences économiques, avec mention cum laude, dix ans plus tard.

### Parcours dans les organismes publics
Elle abandonne sa carrière universitaire à la fin des années 1980, après son entrée au conseil d'administration de l'Institut du crédit officiel (ICO), en 1989, et de l'Institut national de l'industrie (INI), l'année suivante. Elle quitte la direction de l'INI dès 1991, intégrant alors celle de la compagnie aérienne publique Aviaco. Deux ans plus tard, elle devient membre du conseil d'administration de Banco Exterior de España, promise à la privatisation, et abandonne la direction l'ICO.

### Haut fonctionnaire
Parallèlement, elle occupe divers postes à responsabilité au ministère de l'Économie et des Finances. Elle est ainsi nommée directrice générale des Incitations économiques régionales, en 1989, avant de devenir, en 1993, directrice du département de l'Inspection financière et fiscale à l'Agence de l'administration fiscale de l'État (AEAT).

### Carrière politique andalouse
Le 2 août 1994, elle est choisie par Manuel Chaves comme conseillère à l'Économie et aux Finances du conseil de gouvernement d'Andalousie. À la suite du rejet de ses deux premiers budgets, un scrutin anticipé est organisé en 1996, à l'issue duquel elle est confirmée dans ses fonctions. Elle est une nouvelle fois reconduite après les élections de 2000, durant lesquelles elle devient députée de la circonscription de Malaga au Parlement d'Andalousie.

### Carrière politique nationale et européenne
Elle démissionne en 2004, après avoir été investie tête de liste dans la province de Malaga pour les élections générales du 14 mars. Le 18 avril suivant, Magdalena Álvarez est nommée ministre de l'Équipement. La paralysie des trains de banlieue barcelonais, en décembre 2007, entraîne l'adoption par le Sénat, avec les seules voix du Parti populaire (PP), d'une résolution demandant sa révocation, sans valeur juridique. Quelques semaines après seulement, elle est investie tête de liste socialiste dans la province de Malaga pour les élections générales du 14 mars 2008.
Maintenue à son poste gouvernemental après le scrutin, elle est condamnée par la junte électorale centrale à une amende pour avoir fait diffuser dans les trains à grande vitesse une courte vidéo vantant l'activité de son ministère entre 2004 et 2007. Elle est remplacée par le vice-secrétaire général du PSOE, José Blanco, lors d'un important remaniement ministériel, le 7 avril 2009, et choisie une semaine plus tard pour la troisième place sur la liste socialiste aux élections européennes du 7 juin suivant.
Elle fait son entrée au Parlement européen le 20 juillet, et siège alors à la commission des Transports et à la commission spéciale sur la crise économique. À peine onze mois plus tard, le gouvernement espagnol propose sa candidature à un poste de vice-présidente du comité de direction de la Banque européenne d'investissement (BEI). Elle prend ses fonctions le 15 juillet, et renonce alors à son mandat de députée européenne.